# Garanhuns
Garanhuns város Brazíliában, Pernambuco államban. Lakosainak száma 142 506 fő (2022). Garanhuns Terezinha, Brejão, Caetés, Capoeiras, Correntes, Jucati, Lagoa do Ouro, Palmeirina, Paranatama, Saloa és São João községekkel határos.

## Népesség
A település népességének változása:
| Lakosok száma | 117 749 | 129 408 | 136 949 | 140 577 | 141 347 | 142 506 |
|               | 2000    | 2010    | 2015    | 2020    | 2021    | 2022    |